# Новоузенск
Новоузенск (рус. Новоузенск) град је у Русији у Саратовској области.

## Становништво
| 1939.  | 1959.  | 1970.  | 1979.  | 1989.  | 2002.  | 2010.  |
| ------ | ------ | ------ | ------ | ------ | ------ | ------ |
| 12,848 | 12.843 | 13.398 | 14.536 | 16.589 | 16.881 | 17.011 |